# Nagroda im. Gerharta Hauptmanna
Nagroda im. Gerharta Hauptmanna – niemiecka nagroda literacka przyznawana przez Freie Volksbühne Berlin w dziedzinie dramatu dla upamiętnienia noblisty Gerharta Hauptmanna.

## Laureaci
- 1994 Oliver Bukowski(inne języki)
- 1992 Matthias Zschokke (za Die Alphabeten)
- 1987 Florian Felix Weyh(inne języki)
- 1987 Klaus Pohl
- 1985 Stefan Dähnert(inne języki)
- 1981 Peter Turrini
- 1976 Leonhard Reinirkens(inne języki)
- 1973 Gaston Salvatore(inne języki)
- 1970 Siegfried Lenz (za Zeit der Schuldlosen)
- 1971 Peter Härtling (za Gilles)
- 1970 Heinrich Henkel(inne języki)
- 1969 Rainer Werner Fassbinder (za Katzelmacher)
- 1968 Hartmut Lange(inne języki)
- 1967 Peter Handke
- 1964 Tankred Dorst
- 1964 Heinar Kipphardt (za In der Sache J. Robert Oppenheimer)
- 1961 Hans-Joachim Haecker(inne języki)
- 1962 Martin Walser
- 1960 Richard Hey(inne języki) (za Der Fisch mit dem goldenen Dolch)
- 1959 Hans Baumann(inne języki)
- 1957 Theodor Schübel(inne języki) (za Der Kürassier)
- 1931 Annette Kolb
- 1930 Hans von Hülsen(inne języki)
- 1929 Robert Musil
- 1928 Heinrich Hauser(inne języki) (za Brackwasser)
- 1927 Max Herrmann-Neisse
- Harald Mueller (za Halbdeutsch)